# Leopold Paliszewski
Leopold Paliszewski herbu Abdank (ur. w 12 kwietnia1812 w Wysokiej k. Radomia, zm. 23 kwietnia 1887 w Gębicach) – ziemianin, prawnik, oficer, kawaler Orderu Virtuti Militari.
Syn Franciszka Paliszewskiego i Tekli Lipińskiej, żonaty z Magdaleną Symforianną Skarżyńską herbu Bończa. Dzierżawca dworu w Skrzyszowie koło Lubziny, który otrzymał od Walentego Faustyna Ignacego Paliszewskiego. Podporucznik 18 pułku piechoty liniowej powstania listopadowego. 9 września 1831 roku otrzymał Krzyż Złoty Orderu Virtuti Militari. Pochowany na cmentarzu parafialnym w Lubzinie.